# Sukaraharja (Cibeber)
Sukaraharja is een bestuurslaag in het regentschap Cianjur van de provincie West-Java, Indonesië. Sukaraharja telt 7060 inwoners (volkstelling 2010).